# Giulianova
Giulianova er en by ved Adriaterhavets kyst i provinsen Teramo, der indgår i regionen Abruzzo i Italien